# Yōko Umemura
Pour les articles homonymes, voir Umemura.
Yōko Umemura (梅村 蓉子, Umemura Yōko) est une actrice japonaise née le 21 octobre 1903 et morte le 8 mars 1944

## Biographie

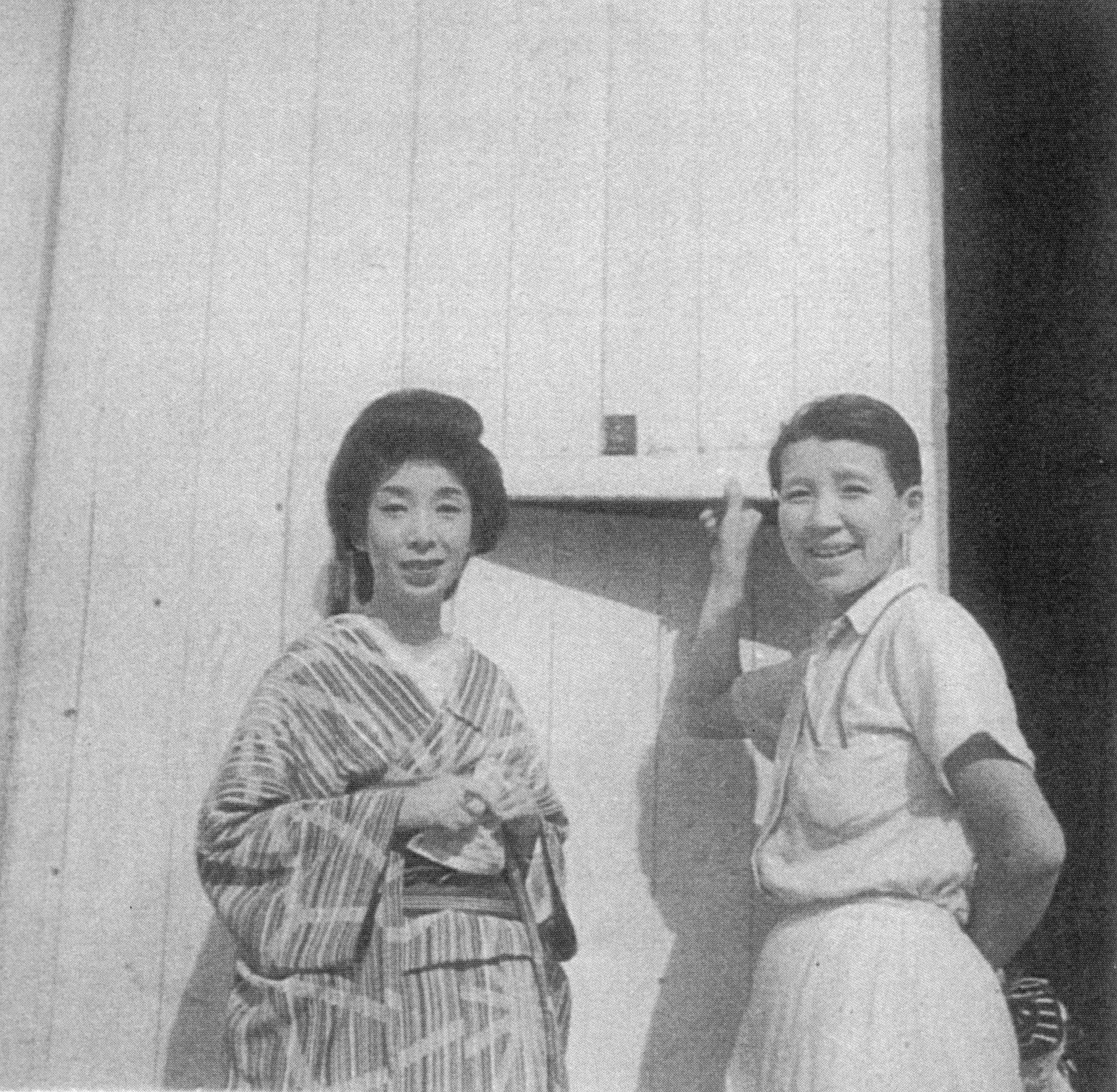
Yōko Umemura et Tazuko Sakane vers 1936.

Yōko Umemura est une des actrices fétiches de Kenji Mizoguchi. Elle a tourné dans plus de 180 films entre 1922 et 1944.

## Filmographie partielle
- 1922 : La Fleur fanée (散りにし花, Chirinishi hana?) de Yasujirō Shimazu
- 1922 : La Maison de Kuzushichi (屑七の家, Kuzushichi no ie?) de Yasujirō Shimazu

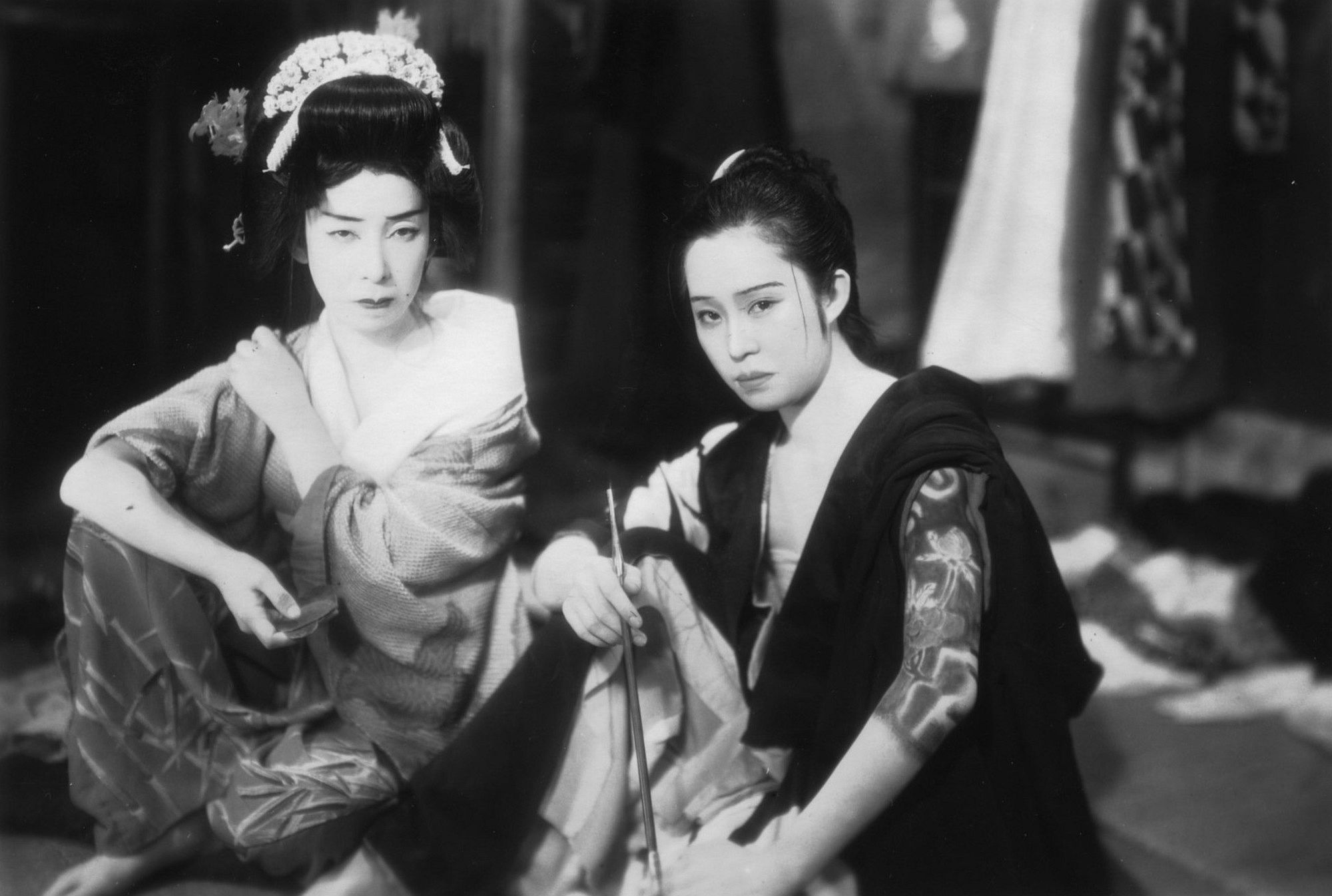
Yōko Umemura et Komako Hara dans Ojō Okichi (1935).

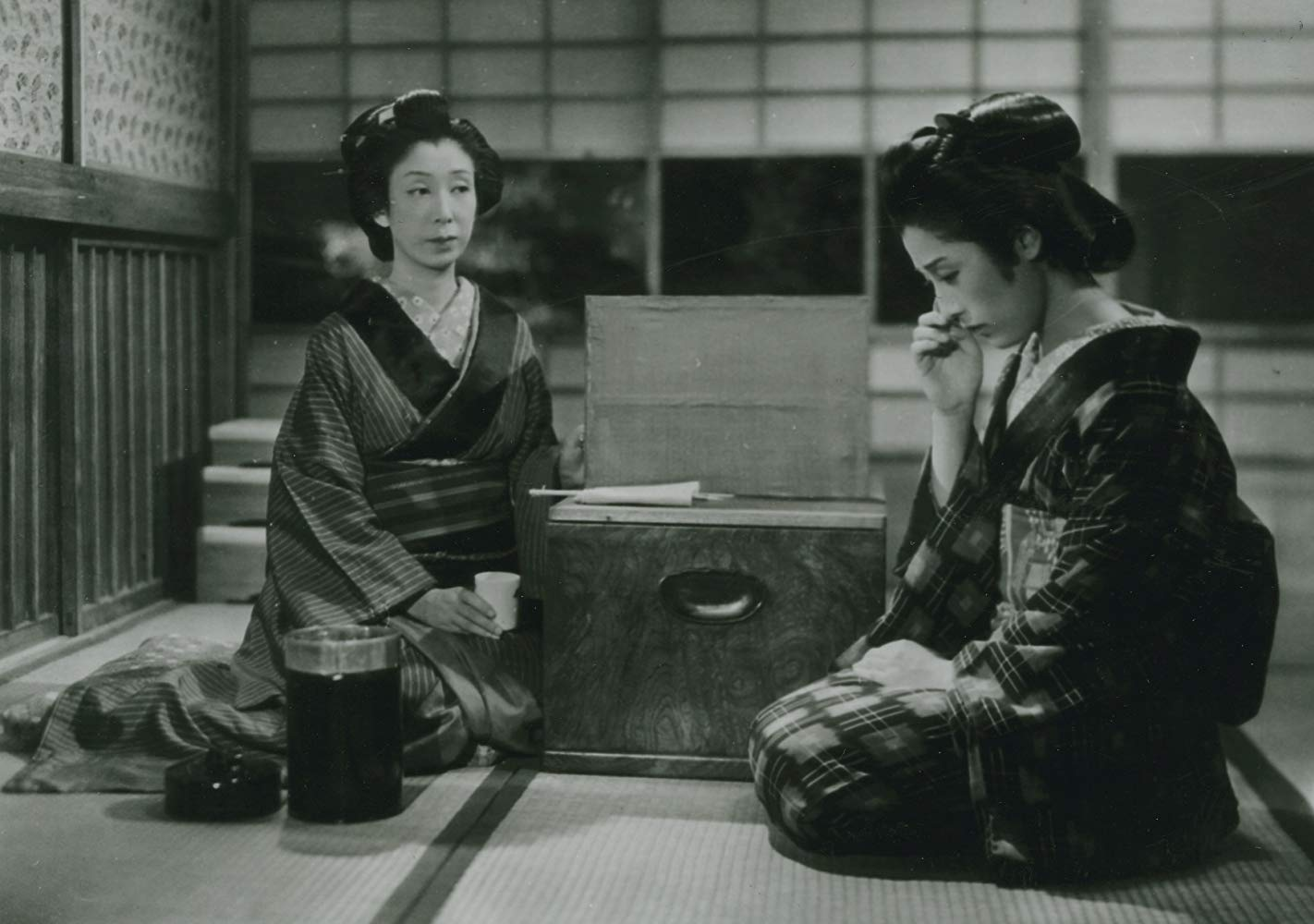
Yōko Umemura et Kakuko Mori dans Conte des chrysanthèmes tardifs (1939).

- 1922 : Une solide poignée de main (堅き握手, Kataki akushu?) de Yasujirō Shimazu
- 1923 : Nasuna koi (なすな恋?) de Hōtei Nomura
- 1923 : Une femme qui gagne sa vie (自活する女, Jikatsu suru onna?) de Yasujirō Shimazu
- 1924 : Imōto (妹?) de Tadamoto Ōkubo
- 1924 : Akutaro, le mauvais garçon (悪太郎, Akutaro?) de Yasujirō Shimazu
- 1924 : L'Honneur maudit (呪はれたる操, Norowaretaru misao?) de Yasujirō Shimazu
- 1925 : Le Cœur du conquérant (覇者の心, Hasha no kokoro?) de Yutaka Abe
- 1925 : Au rayon rouge du soleil couchant (赫い夕陽に照されて, Akai yuhi ni terasarete?) de Kenji Mizoguchi
- 1926 : Les Murmures d'une poupée en papier Haru (紙人形春の囁き, Kaminingyo haru no sasayaki?) de Kenji Mizoguchi
- 1926 : La Femme qui a touché les jambes (足にさはった女, Ashi ni sawatta onna?) de Yutaka Abe
- 1928 : Les Procès d'Ooka I (新版大岡政談 第一篇, Shinpan Ōoka seidan: Daiichihen?) de Daisuke Itō
- 1928 : Les Procès d'Ooka II (新版大岡政談 第二篇, Shinpan Ōoka seidan: Dainihen?) de Daisuke Itō
- 1928 : Les Procès d'Ooka III (新版大岡政談 第三篇 解決篇, Shinpan Ōoka seidan: Kaiketsu hen?) de Daisuke Itō
- 1929 : Le Pont Nihon (日本橋, Nihon bashi?) de Kenji Mizoguchi : Okō
- 1930 : L'Étrangère Okichi (唐人お吉, Tojin okichi?) de Kenji Mizoguchi : Okichi
- 1931 : Et pourtant ils avancent (しかも彼等は行く, Shikamo karera wa yuku?) de Kenji Mizoguchi : Atsuko
- 1932 : Shanghai (上海?) de Minoru Murata
- 1935 : Oyuki la vierge (マリヤのお雪, Maria no Oyuki?) de Kenji Mizoguchi : Michiko Yokoi
- 1935 : Les Coquelicots (虞美人草, Gubijinsō?) de Kenji Mizoguchi : la mère de Fujio
- 1935 : Ojō Okichi (お嬢お吉?) de Tatsunosuke Takashima : Okane
- 1936 : L'Élégie d'Osaka (浪華悲歌, Naniwa erejii?) de Kenji Mizoguchi : la femme de Sonosuke
- 1936 : Les Sœurs de Gion (祇園の姉妹, Gion no shimai?) de Kenji Mizoguchi : Umekichi
- 1936 : L'Espion Akanichi Kakita (赤西蠣太, Akanichi Kakita?) de Mansaku Itami : Masaoka
- 1939 : Conte des chrysanthèmes tardifs (残菊物語, Zangiku monogatari?) de Kenji Mizoguchi : Osata
- 1940 : La Femme de Naniwa (浪花女, Naniwa onna?) de Kenji Mizoguchi : Otaka
- 1941 : La Vie d'un acteur (芸道一代男, Geido ichidai otoko?) de Kenji Mizoguchi
- 1941 : La Vengeance des 47 rōnin (元禄忠臣蔵 前篇, Genroku chushingura?) de Kenji Mizoguchi
- 1943 : La Marine militaire (海軍, Kaigun?) de Tomotaka Tasaka